# Pelourinho de Belmonte
O Pelourinho de Belmonte localiza-se na atual freguesia de Belmonte e Colmeal da Torre, no município de Belmonte, distrito de Castelo Branco, em Portugal.
O Pelourinho situado na Praça da República, está em frente à antiga biblioteca municipal, é todos os anos visitado por milhares de pessoas, na Feira Medieval de Belmonte, onde a praça é um dos espaços da Feira.
Encontra-se classificado como Imóvel de Interesse Público desde 1933.
Contemporâneo da concessão da segunda carta de foral por D. Manuel I à povoação, em 1510, foi desmantelado em 1885, resultando o monumento actual de uma reconstituição efectuada em 1986 a partir de algumas peças originais. Ergue-se sobre um soco octogonal de três degraus. O seu fuste, também octogonal, assenta numa base com os ângulos decorados por meias esferas. É formado por cinco tambores, servindo o superior, de maior diâmetro que os restantes, de remate. Uma das suas faces ostenta uma brasão do concelho encimado por uma inscrição, abreviada, com a expressão Tudela Passus. Esta divisa, assim como as próprias armas de Belmonte, que incluem a representação de uma prensa, relaciona-se com uma lenda segunda a qual o senhor de Belmonte resistiu a uma chantagem do inimigo, preferindo assitir ao esmagamento do filho numa prensa a entregar o castelo.